# Marian Hanusiewicz
Marian Aleksander Hanusiewicz (ur. 16 lipca 1910 w Lesku, zm. wiosna 1940 w Katyniu) – lekarz weterynarii, podporucznik rezerwy łączności Wojska Polskiego, ofiara zbrodni katyńskiej.

## Życiorys
Urodził się jako syn Edwarda i Aleksandry, z domu Zakrzewskiej.
Otrzymał przeszkolenie w Szkole Podchorążych Rezerwy Łączności w Zegrzu w 1929. W 1933 został przydzielony do 6 batalionu telegraficznego stacjonującego w Jarosławiu. Został awansowany do stopnia podporucznika ze starszeństwem z dniem 1 stycznia 1933. W 1934 był zweryfikowany z lokatą 59.
Ukończył weterynarię na Akademii Medycyny Weterynaryjnej we Lwowie z 1935. Zawodowo pracował jako samorządowy lekarz weterynarii w lecznicy dla zwierząt w Szczuczynie.
Wobec zagrożenia konfliktem w 1939 został przydzielony do Rejonowej Komendy Uzupełnień w Równem podlegającej Dowództwu Okręgu Korpusu nr II w Lublinie. Po wybuchu II wojny światowej, kampanii wrześniowej i agresji ZSRR na Polskę z 17 września 1939 został aresztowany przez Sowietów. Następnie był przetrzymywany w obozie w Kozielsku, skąd nadesłał do rodziny dwie kartki pocztowe. Na wiosnę 1940 został zabrany do Katynia i rozstrzelany przez funkcjonariuszy Obwodowego Zarządu NKWD w Smoleńsku oraz pracowników NKWD przybyłych z Moskwy na mocy decyzji Biura Politycznego KC WKP(b) z 5 marca 1940. Jest pochowany na terenie obecnego Polskiego Cmentarza Wojennego w Katyniu, gdzie w 1943 jego ciało zostało zidentyfikowane w toku ekshumacji prowadzonych przez Niemców pod numerem 2251 (dosł. określony jako Ganusiewicz Marian; przy zwłokach znaleziono m.in. list od żony).
Jego żoną była Izabela, z którą miał córkę Annę i syna Andrzeja. W czasie prawdopodobnego zamordowania Mariana Hanusiewicza, jego żona i dzieci w połowie kwietnia 1940 zostali deportowani na teren obecnego Kazachstanu, skąd powrócili do Polski w 1946.

## Odznaczenia
- Krzyż Kampanii Wrześniowej (pośmiertnie, Londyn 15 sierpnia 1985, nr leg. 10987)
- Medal „Za udział w wojnie obronnej 1939” (pośmiertnie, nr 2-96-267)

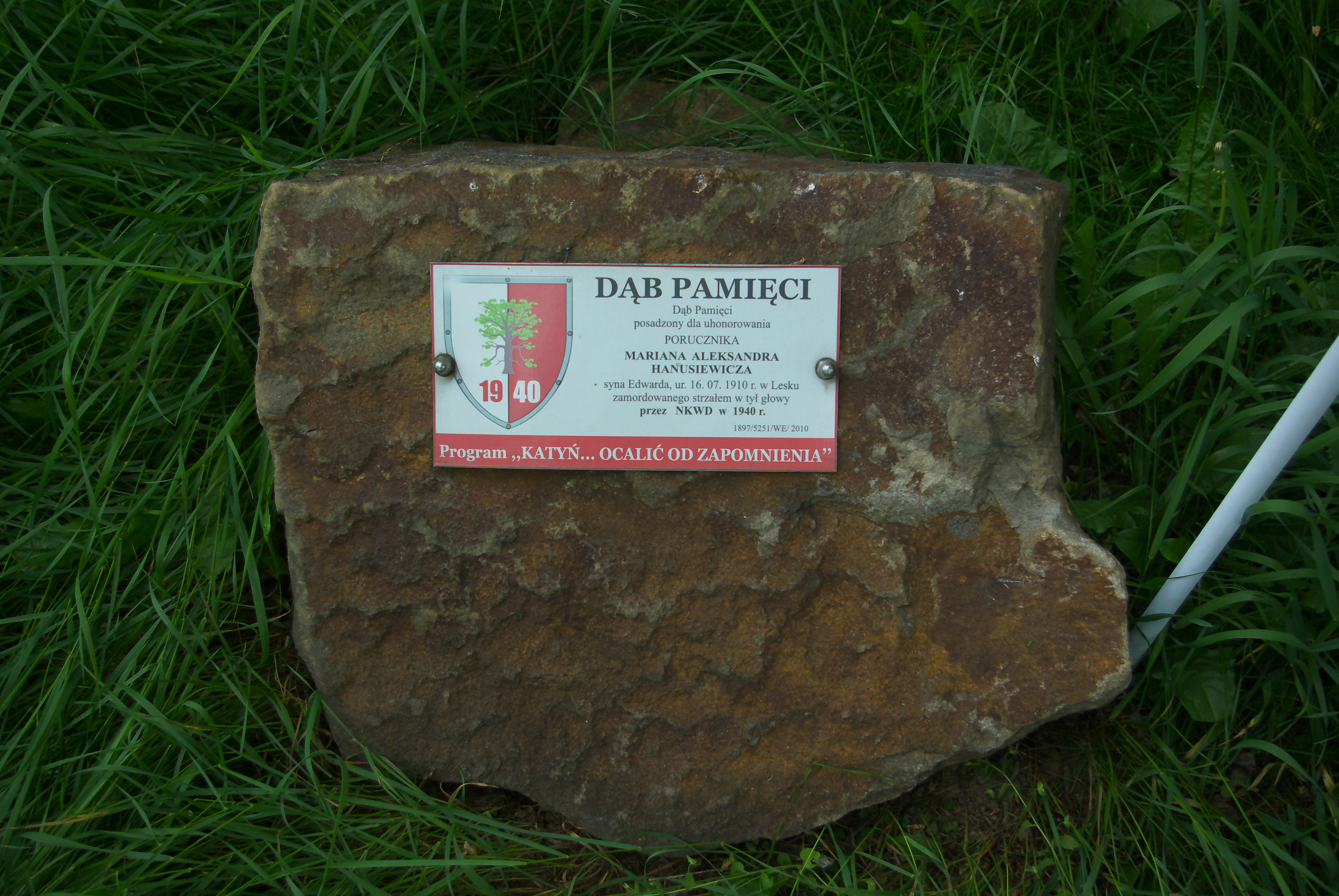
Kamień pamiątkowy przy Dębie Pamięci honorującym Mariana Hanusiewicza w Trepczy

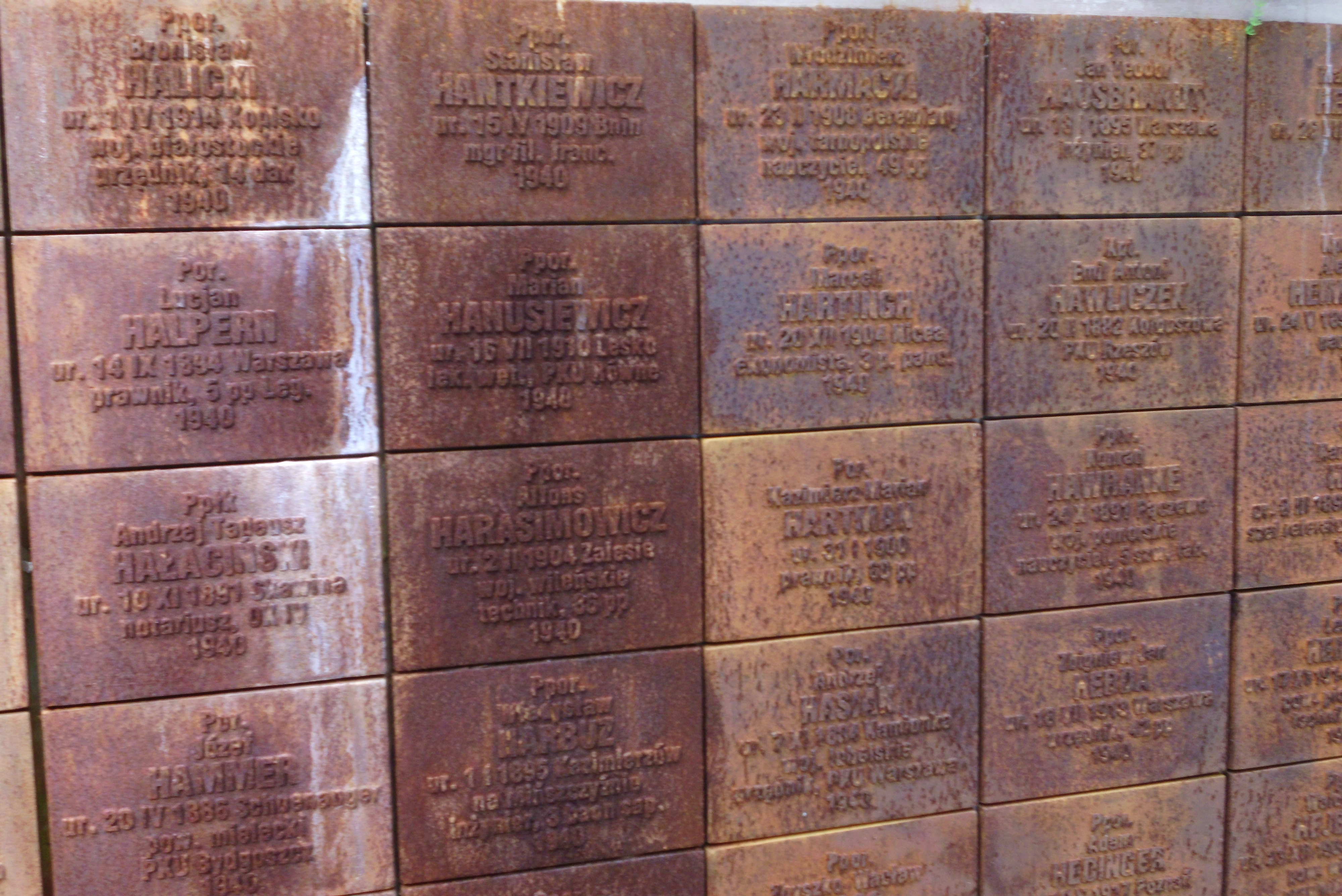
Tabliczki z nazwiskami oficerów na Polskim Cmentarzu Wojennym w Katyniu. W drugim rzędzie upamiętniająca Mariana Hanusiewicza

## Upamiętnienie
W 2007 pośmiertnie został awansowany do stopnia porucznika.
30 maja 2010, ramach akcji „Katyń... pamiętamy” / „Katyń... Ocalić od zapomnienia”, Marian Hanusiewicz został uhonorowany poprzez zasadzenie Dębu Pamięci w Kwaterze Katyńskiej Parku Kwitnąca Akacja w Trepczy (Mariana Hanusiewicza uczciło miejscowe Koło Gospodyń Wiejskich).